# فیلتر تسمه‌ای

شمایی از عملکرد یک دستگاه فیلتر تسمه ای

فیلتر تسمه ای(به انگلیسی: Belt filter) دستگاهیست جهت جداسازی آب یا دیگر حلال ها از تفاله های جامد به کار می‌رود.این دستگاه در صنایع شیمیایی مختلف، استخراج مواد معدنی و همچنین تصفیه فاضلاب، کاربرد دارد.عملکرد این دستگاه فیلتر به این شکل است که لجن و تفاله‌های تر از لا به لای مجموعه‌ای از تسمه‌ها و غلتک‌ها عبور می‌کند و تحت فشار قرار می‌گیرد.نتیجه این فرایند جداسازی مایع از جامد می‌باشد.